# Baby Gravy
Baby Gravy è un EP del rapper canadese bbno$ e del rapper statunitense Yung Gravy, pubblicato il 13 ottobre 2017.

## Tracce
1. Rotisserie – 2:03
2. Gasoline – 2:17
3. Boomin – 2:14
4. Whippin – 2:52
5. Benihana – 2:58
6. Gold – 3:48